# 중화민국의 박물관과 미술관 목록
다음은 중화민국의 박물관, 문화 센터, 미술관이다.

## 타오위안시
- 대만고철탐색관(台灣高鐵探索館)
- 중정항공과학관(中正航空科學館)
- 세계경찰박물관
- 도원시립미술관
- 코카콜라박물관
- 초콜릿공화국
- 헤이송음료박물관
- 중국가구박물관
- 憶聲電子文物館
- 雅聞魅力博覽館
- 台塑企業文物館
- 郭元益糕饼博物馆
- 美華國小陀螺展示館

## 타이베이시
- 국립고궁박물원
- 국립대만박물관
- 중정기념당
- 국립국부기념관
- 중산당
- 2·28 평화기념공원
- 국군역사문물관
- 베이터우 온천 박물관
- 린안타이구춰
- 순이 타이완 원주민 박물관
- 타이베이 당대예술관
- 타이베이 시립미술관
- 타이베이 이야기관
- 베이터우박물관
- 정남용자유기념관(鄭南榕自由紀念館)
- 우정박물관(邮政博物館)
- 해관박물관
- 국립역사박물관
- 총통부총통문물관
- 방재과학교육관(防災科學教育館)
- 부방미술관(富邦美術館)
- 봉갑미술관(鳳甲美術館)
- 화강박물관(華岡博物館)
- 곤충과학박물관
- 토지개혁기념관
- 영남미술관(嶺南美術館)
- 인류학박물관
- 의학인문박물관
- 동물박물관
- 대북시립천문과학교육관
- 대만주식박물관(臺灣股票博物館)
- 琉園水晶博物館
- 台灣設計館
- 樹火紀念紙博物館
- 孫運璿科技人文紀念館
- 檔案館
- 原臺灣教育會館
- 臺北水道水源地
- 瑩瑋藝術翡翠文化博物館
- 袖珍博物館
- 忠泰美術館
- 關渡美術館
- 郭元益糕餅博物館
- 長榮海事博物館
- 鴻禧藝術文教基金會
- 阿嬤家-和平與女性人權館
- 震旦藝術博物館
- 北投梅庭
- 蘇荷兒童美術館

## 신베이시
- 홍모성
- 청동광업생활관(菁桐礦業生活館)
- 주밍 미술관
- 이천록포대희문물관(李天祿布袋戲文物館)
- 세계종교박물관
- 국가인권박물관
- 신북시립황금박물관
- 신북시객가문화원구(新北市客家文化園區)
- 신북시립잉거도자박물관
- 핑린차박물관(坪林茶業博物館)
- 싼샤역사박물관
- 십삼행박물관(十三行博物館)
- 대만탄광박물관(台灣煤礦博物館)
- 대만누가박물관(牛軋糖博物館)
- 담강대학해사박물관(淡江大學海事博物館)
- 단수이고적박물관
- 등봉어환박물관(登峰魚丸博物館)
- 우라이아타얄족박물관
- 우라이임업생활관

## 지룽시
- 국립해양과기박물관
- 양명해양문화예술관(陽明海洋文化藝術館)

## 신주시
- 신죽시소방박물관
- 신죽시립유리공예박물관
- 신죽시립문화영상박물관
- 국립 양밍 자오퉁 대학 발전관
- 新竹市眷村博物館
- 新竹水道取水口展示館
- 黑蝙蝠中隊文物陳列館

## 신주현
- 서룡박물관(瑞龍博物館)
- 劉興欽漫畫暨發明展覽館

## 먀오리현
- 묘률도자박물관
- 사이시야트족민속문물관
- 묘률철도문물전시관
- 조교목탄박물관
- 싼이목조박물관(三義木雕博物館)
- 승흥역(勝興車站)
- 대만유전진열관(台灣油礦陳列館)
- 화염산생태교육관(火炎山生態教育館)

## 타이중시
- 921지진교육원구
- 아시아현대미술관(亞洲現代美術館)
- 중화민국 입법원 의정박물관
- 彰化銀行總行及行史館
- 장련화색소폰박물관(張連昌薩克斯風博物館)
- 청궁링역사관
- 입법원민주시각관(立法院民主時刻館)
- 펑위안옻칠박물관
- 임헌당문물관(林獻堂文物館)
- 영동과기대학화폐박물관(嶺東科技大學嶺東錢幣博物館)
- 리산문화박물관(梨山文物陳列館)
- 대중시섬유공예박물관
- 국립자연과학박물관
- 국가만화박물관
- 국립대만미술관
- 타이중문학관
- 臺中市眷村文物館
- 대만풍선박물관(台灣氣球博物館)
- 토우객가문화관(土牛客家文化館)

## 장화현
- 루강민속문물관
- 창화현립미술관
- 브랜즈건강박물관(白蘭氏健康博物館)

## 윈린현
- 농전수리문물진열관(農田水利文物陳列館)
- 운림고사관(雲林故事館)
- 꿀고사관(蜜蜂故事館)
- 흑금당조관(黑金釀造館)
- 雲林布袋戲館

## 자이시
- 가의시립박물관
- 구 가의교도소(嘉義舊監獄)
- 대만화전박물관(台灣花磚博物館)
- 대만편백나무박물관(希諾奇台灣檜木博物館)
- 가의시립미술관

## 자이현
- 국립고궁박물원 남부 분원
- 국가라디오문물관(國家廣播文物館)
- 품황커피박물관(品皇咖啡博物館)
- 매령미술관(梅嶺美術館)
- 1913阿里山舊事所地方文化館

## 타이난시
- 백양문물관(柏楊文物館)
- 운하박물관
- 치메이박물관
- 방원미술관(方圓美術館)
- 질란디아 요새 (타이완)
- 가구생산생태박물관
- 산상화원수도박물관(山上花園水道博物館)
- 유계상미술기념관(劉啟祥美術紀念館)
- 녹이문역사문화구역지방문물관(鹿耳門歷史文化區域地方文化館)
- 국립대만사전문화박물관남과관(國立臺灣史前文化博物館南科館)
- 대만개척사료밀랍관(台灣開拓史料蠟像館)
- 국립 성공 대학 박물관
- 국립대만역사박물관
- 국립대만문학관
- 대남시미술관
- 대남시아동과학관
- 대만사법박물관
- 대만금속창의관
- 대만소금박물관(臺灣鹽博物館)
- 대만설탕박물관(台灣糖業博物館)
- 양쿠이문학기념관

## 가오슝시
- 중리허기념관
- 치진조개박물관
- 펑산지방문화관
- 전 타구영국영사관(打狗英國領事館)
- 합리성대만철도관(哈瑪星台灣鐵道館)
- 자셴문화관
- 고웅시립천문교육관
- 고웅시객가문물관
- 고웅항항사관(高雄港港史館)
- 고웅시립미술관
- 고웅시어업문화관
- 고웅시립역사박물관
- 고웅시노동박물관(高雄市勞工博物館)
- 고웅철로지하화전시관
- 메이눙객가박물관
- 국립과학공예박물관
- 공군군사관(空軍軍史館)
- 臺灣滷味博物館
- 대만파인애플박물관(臺灣鳳梨工場)
- 대만설탕박물관(台灣糖業博物館)
- 타카오철도박물관(舊打狗驛故事館)
- 소림평포족군문물관(小林平埔族群文物館)
- 양명고웅해양탐색관(陽明高雄海洋探索館)
- 전쟁과 평화 기념 공원 주제관

## 핑둥현
- 병동현객가문물관
- 국립해양생물박물관
- 병동시립미술관
- 병동희곡고사관(竹灣螃蟹博物館)

## 타이둥현
- 국립대만선사문화박물관(國立臺灣史前文化博物館)
- 백색테러뤼다오기념원구(白色恐怖綠島紀念園區)
- 대동현자연사교육관
- 대동고사관(台東故事館)
- 도미원화관(稻米原鄉館)
- 부눈족문화관
- 란위비어문화회관(蘭嶼飛魚文化會館)
- 悟饕池上飯包文化故事館

## 난터우현
- 목생곤충박물관(木生昆蟲博物館)
- 대만모찌주제관
- 보도시대촌(寶島時代村)
- 毓繡美術館

## 이란현
- 국립전통예술센터
- 난양박물관(蘭陽博物館)
- 아타얄족생활관(泰雅生活館)
- 산호박물관(珊瑚法界博物館)
- 의란문학관
- 의란인고사관(宜兰人故事馆)
- 이영춘문학관(李榮春文學館)
- 청총문화관(青蔥文化館)
- 대만희극관
- 宜蘭酒廠甲子蘭酒文物館
- 菌寶貝博物館暨觀光工廠
- 祝大漁物產文創館

## 화롄현
- 花蓮縣石雕博物館
- 七星柴魚博物館

## 펑후현
- 팽호생활박물관
- 해양자원관
- 장위성기념관
- 竹灣螃蟹博物館

## 진먼현
- 8.23전사관(八二三戰史館): 금문 포격전 30주년을 기념키 위해 설립
- 고령두전사관(古寧頭戰史館): 고령두 전투를 기념키 위해 설립
- 호정두전사관(湖井頭戰史館)
- 금문도자박물관
- 지뢰전시관
- 열서향문화관(烈嶼鄉文化館)
- 유대유선생기념관(俞大維先生紀念館)

## 롄장현
- 남안루생태관(藍眼淚生態館)
- 마조민속박물관(馬祖民俗文物館)